# روبرت الكسندر (سياسي كندي)
روبرت الكسندر هو سياسي كندي، ولد في 1822، وتوفي في 1884.